# Máriaffi-kastély (Marosszentgyörgy)
A marosszentgyörgyi Máriaffi-kastély az országút mellett, kis magaslaton álló késő reneszánsz stílusú épület. 
Az 1870 után épült, kétszintes kastélyt a főútról, az egykori parkon keresztül lehet megközelíteni.

## Története
A falu nevét először az 1332. évi pápai tizedjegyzékben említették Sancto Georgio néven.  
Marosszentgyörgy a 15. században a Szentgyörgyi család tulajdonát képezte. A korabeli dokumentumok Szentgyörgyi Barabás székely főkapitányt, valamint Szentgyörgyi Györgyöt említik a birtok tulajdonosaként.
A későbbiekben a falu a jobbágyfalvi Tóth, majd a székelyderzsi és királyhalmi Petki családra szállt és az utóbbiak birtokában maradt a 19. század első feléig. Gr. Petki József (1757-1817) halála után a birtok házasság révén a Máriaffy család kezére jutott.
Petki István 1640-ben építtette a marosszentgyörgyi reneszánsz udvarházát, mely a mai kastély helyén állott.  1860-ban Orbán Balázs szerint:
„terjedelmes és erődített várkastély volt, mely most részben romban hever, részint át van alakítva".
Az 1870-es években Máriaffi Albert megbízásából az épületet átalakították, a munkálatokat Soós Pál (1843-1910) marosvásárhelyi  kőművesmester végezte, aki a kastély építési munkálatainak kivitelezője volt.
A Máriaffy család eklektikus kastélyt építtetett a részben elromosodott, részben lebontott Petki-kastélyra, erre engednek következtetni az épületnél régebbinek látszó  pincefalak.
Az államosítást követően a kastély az állami gazdasági vállalat használatába került, a rendszerváltás után azonban elhagyottá és elhanyagolttá vált, mára már ajtói, ablakai is hiányoznak.
A Kanadában élő Máriaffi család visszakapta az épületet és az egykori kastélypark töredékét. 
2011-től  a helyi önkormányzat tulajdonába került az  épület, ahová a  polgármesteri hivatalt költöztetnék, ugyanakkor kulturális központot és falumúzeumot is kívánnak kialakítani.

## Leírása
Az 1870 körül átalakított késő reneszánsz stílusú kétszintes épület mindkét homlokzata 28 méteres, díszes megjelenésű. Az országútról hosszú sétány vezet a kastélyhoz és a nagy pergolás oszlopos teraszhoz, a központi hallhoz.
A homlokzat főpárkánya felett díszes attikafal hangsúlyozza a kastély főtengelyét. A Maros felé néző oldalon árkádívek és cseh süvegboltozatok tartják a földszint és a síkmennyezetű emeleti fedett tornácot. Az emeleti rész téglapillérei korintizáló fejezetekkel készültek. A erkély fölé a hátsó homlokzatihoz hasonló, díszesebb kialakítású neoreneszánsz attikafalat építettek, melyre a megrendelő házaspár, Máriaffi (I.) Albert (1823-1889) és második felesége,  gr. Bethlen Lujza (1835-1900) kettős címere került.
A hármas árkádnyílású földszinti és emeleti tornácos főhomlokzat a Maros völgyére néz. A kastély homlokzatait fő és osztópárkány, valamint a zsalugáteres ablakok keretezése díszíti. A szimmetrikus alaprajzi elrendezésű kastély halljának belső díszítése és a kovácsoltvas korlátja a kastély fényűzésére vallott. Szalonjai és arcképcsarnoka sok kiváló mester alkotását őrizte.
Képeslapok, régi rajzok alapján a főhomlokzat legszebb részlete a középtengelyben kialakított árkádos főbejárat és a fölötte álló, ugyancsak árkádos, háromosztatú fedett erkély, melyet korinthoszi fejezetű pilaszterek díszítettek.
Máriaffi (III.) Lajos (1868-1915) és fia, (IV.) Lajos (1894-1971) idején a kastélyhoz 68 hektáros díszpark tartozott, különleges fafajtákkal és egy kis tóval.
Az egykori díszes park helyén tömbháznegyed, szarvasmarha-tenyésztési kutatóállomás és csendőrlaktanya épült, a tó pedig elmocsarasodott.

## Külső hivatkozások
- Hereditatum
- Székely Kalendárium